# George Loyall
George Loyall (* 29. Mai 1789 in Norfolk, Virginia; † 24. Februar 1868 ebenda) war ein US-amerikanischer Politiker. Zwischen 1830 und 1837 vertrat er zwei Mal den Bundesstaat Virginia im US-Repräsentantenhaus.

## Werdegang
George Loyall besuchte bis 1808 das College of William & Mary in Williamsburg. Anschließend studierte er die Rechtswissenschaften, ohne jedoch jemals als Jurist zu arbeiten. Im Jahr 1815 besuchte er England. Nach seiner Rückkehr schlug er eine politische Laufbahn ein. Zwischen 1818 und 1827 saß er im Abgeordnetenhaus von Virginia. Ende der 1820er Jahre schloss er sich der von Andrew Jackson gegründeten Demokratischen Partei an. Im Jahr 1829 war er Delegierter auf einer Versammlung zur Überarbeitung der Verfassung von Virginia.
Bei den Kongresswahlen des Jahres 1828 unterlag Loyall dem Thomas Newton. Er legte aber gegen den Ausgang der Wahl Widerspruch ein. Als diesem stattgegeben wurde, konnte er am 9. März 1930 das Mandat für den ersten Abgeordnetensitz seines Staates in Washington, D.C. übernehmen und bis zum 3. März 1831 die laufende Legislaturperiode beenden. Bei den Wahlen des Jahres 1830 konnte Newton sein Mandat zurückgewinnen und Loyall für zwei Jahre aus dem Kongress verdrängen. Bei den Wahlen des Jahres 1832 wurde Loyall erneut im ersten Wahlbezirk von Virginia in das US-Repräsentantenhaus gewählt, wo er am 4. März 1833 Newton wieder ablöste. Nach einer Wiederwahl konnte er bis zum 3. März 1837 zwei Legislaturperioden im Kongress absolvieren. Seit dem Amtsantritt von Präsident Jackson im Jahr 1829 wurde innerhalb und außerhalb des Kongresses heftig über dessen Politik diskutiert. Dabei ging es um die umstrittene Durchsetzung des Indian Removal Act, den Konflikt mit dem Staat South Carolina, der in der Nullifikationskrise gipfelte, und die Bankenpolitik des Präsidenten.
Nach dem Ende seiner Zeit im US-Repräsentantenhaus war George Loyall zwischen 1837 und 1861 mit einer zweijährigen Unterbrechung als Navy Agent bei der Hafenverwaltung von Norfolk tätig. In dieser Stadt ist er am 24. Februar 1868 auch verstorben.